# Šrobárova ulica (Košice)
De Šrobárova ulica is een straat in het oude stadscentrum Staré Mesto van de Slowaakse stad Košice. Ze is gelegen ten westen van de Sint-Elisabethkathedraal, in het verlengte van de Alžbetina ulica. Ze begint ter hoogte van de Moyzesova ulica, en eindigt aan de Kuzmányho ulica. De straat heeft een beperkte lengte van slechts  ± 120 meter.

## Benaming

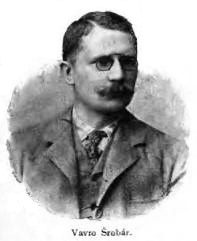
Vavro Šrobár,
Slowaakse arts.

Aanvankelijk droeg deze weg de Hongaarse naam Forgách utca. In 1905 werd de naam veranderd in Deák Ferenc utca, naar analogie met enkele gelijknamige straten in andere Hongaarse steden (Boedapest, Esztergom, ...)
In 1919, na de Eerste Wereldoorlog, toen Košice werd opgenomen in de Eerste Tsjecho-Slowaakse Republiek, hernoemde men de straat naar een prominente Slowaakse arts, politicus en minister in de Tsjecho-Slowaakse regering, met name: Vavro Šrobár (1867-1950).
Later, tijdens de Tweede Wereldoorlog, toen het land opnieuw deel uitmaakte van Hongarije, legde het Hongaarse bestuur nogmaals een Hongaarse naam op, maar in 1945, bij het einde van de Tweede Wereldoorlog, kreeg de straat haar Slowaakse naam Šrobárova ulica terug.
In 1990 werd de straat in twee verdeeld: het oostelijke deel werd vooreerst Hnilná ulica genoemd maar het werd later toegevoegd aan de reeds bestaande Alžbetina ulica. Het westelijke deel -met een lengte van slechts 120 meter- bleef de naam Šrobárova ulica behouden.

## Geschiedenis
De straat werd ontwikkeld in het verlengde van de "Alžbetina" die al veel eerder ontstond.
Op het einde van de 19e eeuw bestond de weg uit kleine lage huizen die reeds aan het begin van de jaren 1800 buiten de stadsmuren waren gebouwd.
In de episode van 1895 tot 1903 werd op deze plaats een groot paleis voor het toenmalige gerechtelijk bestuur opgetrokken, evenals een schoolgebouw. Het resultaat van deze evolutie was een ruime verbindingsweg tussen de Alžbetina ulica en de Kuzmány ulica. Deze verbindingsfunctie bleef behouden tot 1990 maar naderhand werd de genoemde straat gevrijwaard van druk verkeer.
Het schoolgebouw noemt men anno 2022 : "Šrobárova-gymnasium", en het gerechtspaleis doet thans dienst als rectoraat van de Pavel Jozef Šafárik-universiteit.

## Illustraties

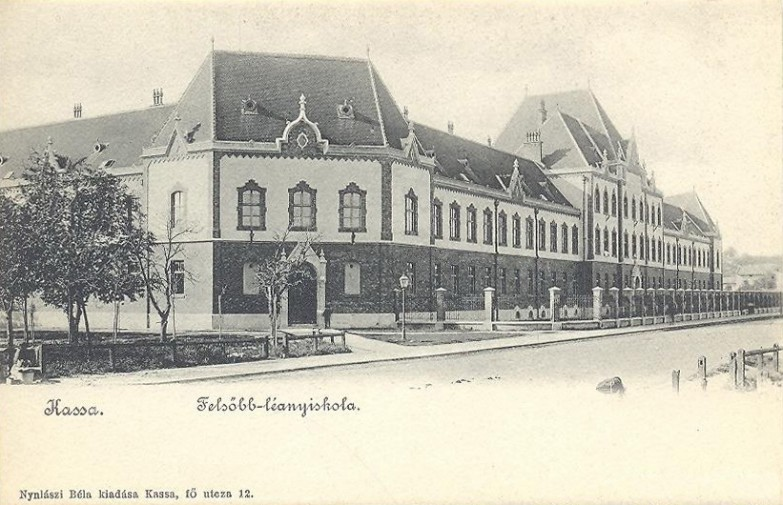
Het gymnasium omstreeks 1900
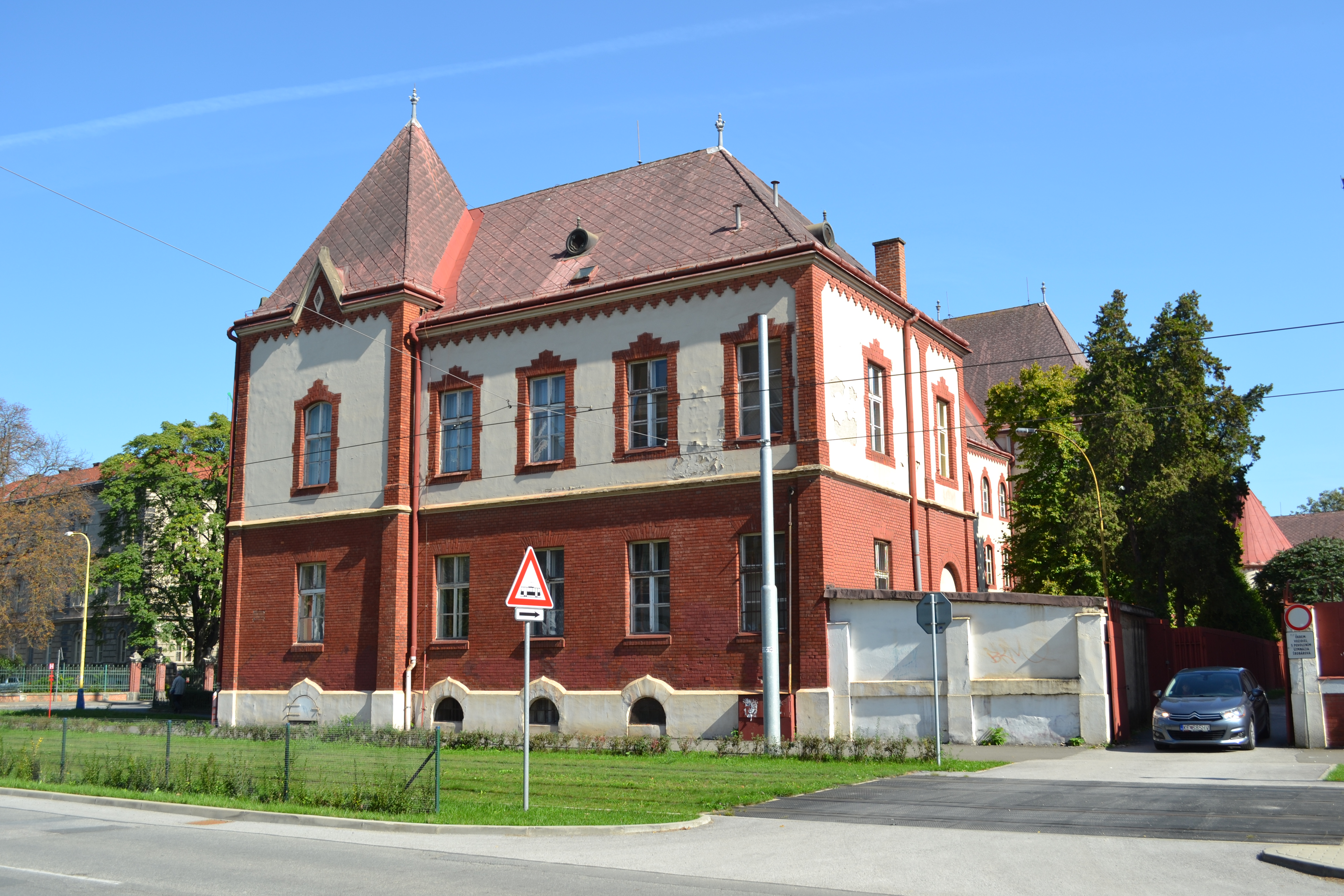
Šrobárova nr. 1
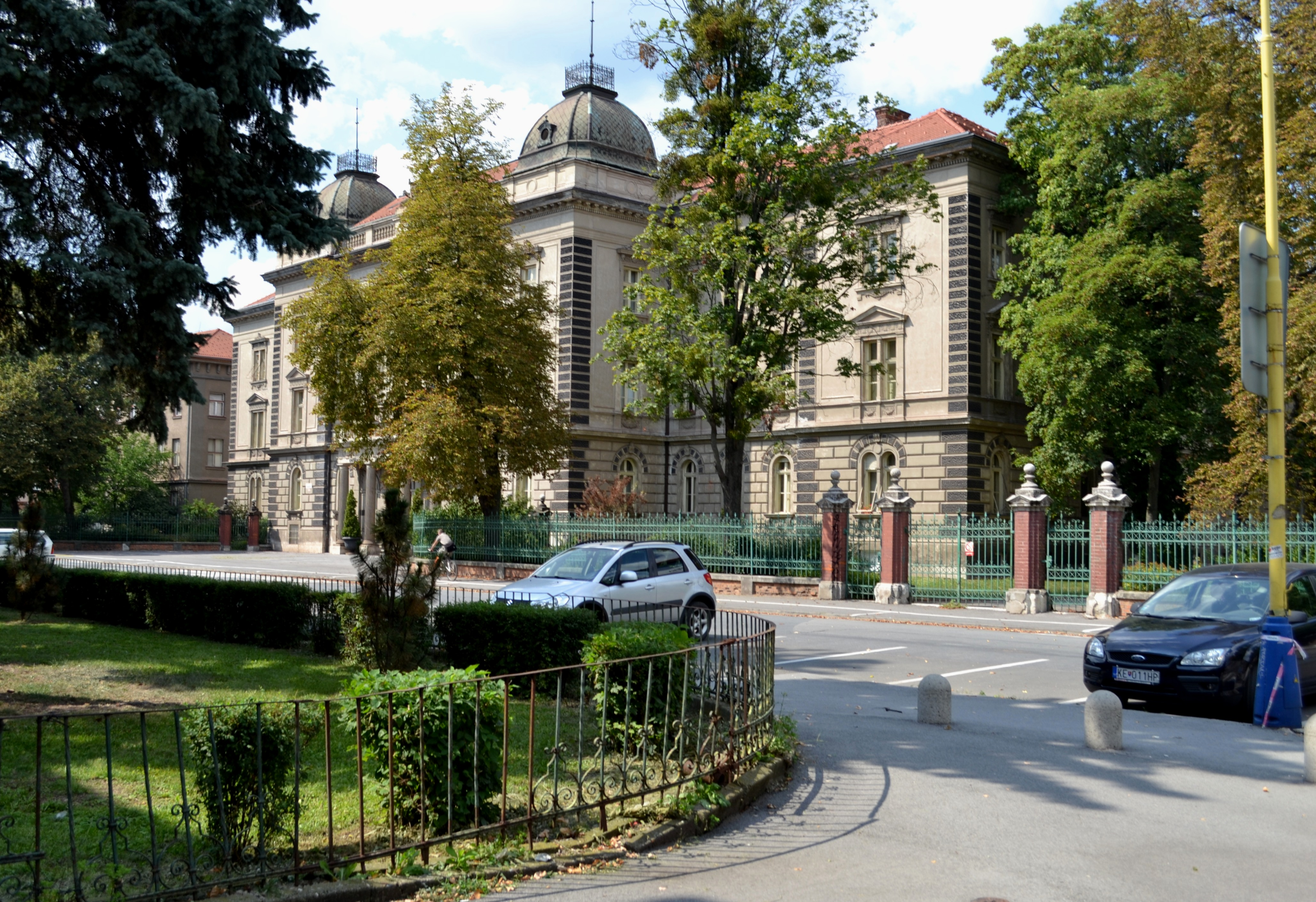
Šrobárova nr. 2

## Externe koppeling
Landkaart - Mapa